# Вторжение (шахматы)
Вторже́ние — проникновение фигур атакующей стороны в расположение сил соперника.
Нередко сопровождается внезапными пешечными ударами, позиционными жертвами фигур. Подготовка вторжения ведётся путём определения главного участка вторжения, сосредоточения на нём атакующих сил, разобщения сил и ослабления позиции соперника, лишения его контригры.

## Пример
|   | a | b | c | d | e | f | g | h |   |
| - | --- | --- | --- | --- | --- | --- | --- | --- | - |
| 8 | a8 чёрная ладья · b8 чёрный конь · d8 чёрный ферзь · e8 чёрная ладья · f8 чёрный слон · g8 чёрный король · b7 чёрная пешка · c7 чёрная пешка · f7 чёрная пешка · g7 чёрная пешка · h7 чёрная пешка · a5 чёрная пешка · d5 чёрный слон · e5 чёрная пешка · a4 белый ферзь · a3 белая пешка · d3 белая пешка · e3 белый слон · f3 белый конь · g3 белая пешка · b2 белая пешка · c2 белая ладья · e2 белая пешка · f2 белая пешка · g2 белый слон · h2 белая пешка · c1 белая ладья · g1 белый король | a8 чёрная ладья · b8 чёрный конь · d8 чёрный ферзь · e8 чёрная ладья · f8 чёрный слон · g8 чёрный король · b7 чёрная пешка · c7 чёрная пешка · f7 чёрная пешка · g7 чёрная пешка · h7 чёрная пешка · a5 чёрная пешка · d5 чёрный слон · e5 чёрная пешка · a4 белый ферзь · a3 белая пешка · d3 белая пешка · e3 белый слон · f3 белый конь · g3 белая пешка · b2 белая пешка · c2 белая ладья · e2 белая пешка · f2 белая пешка · g2 белый слон · h2 белая пешка · c1 белая ладья · g1 белый король | a8 чёрная ладья · b8 чёрный конь · d8 чёрный ферзь · e8 чёрная ладья · f8 чёрный слон · g8 чёрный король · b7 чёрная пешка · c7 чёрная пешка · f7 чёрная пешка · g7 чёрная пешка · h7 чёрная пешка · a5 чёрная пешка · d5 чёрный слон · e5 чёрная пешка · a4 белый ферзь · a3 белая пешка · d3 белая пешка · e3 белый слон · f3 белый конь · g3 белая пешка · b2 белая пешка · c2 белая ладья · e2 белая пешка · f2 белая пешка · g2 белый слон · h2 белая пешка · c1 белая ладья · g1 белый король | a8 чёрная ладья · b8 чёрный конь · d8 чёрный ферзь · e8 чёрная ладья · f8 чёрный слон · g8 чёрный король · b7 чёрная пешка · c7 чёрная пешка · f7 чёрная пешка · g7 чёрная пешка · h7 чёрная пешка · a5 чёрная пешка · d5 чёрный слон · e5 чёрная пешка · a4 белый ферзь · a3 белая пешка · d3 белая пешка · e3 белый слон · f3 белый конь · g3 белая пешка · b2 белая пешка · c2 белая ладья · e2 белая пешка · f2 белая пешка · g2 белый слон · h2 белая пешка · c1 белая ладья · g1 белый король | a8 чёрная ладья · b8 чёрный конь · d8 чёрный ферзь · e8 чёрная ладья · f8 чёрный слон · g8 чёрный король · b7 чёрная пешка · c7 чёрная пешка · f7 чёрная пешка · g7 чёрная пешка · h7 чёрная пешка · a5 чёрная пешка · d5 чёрный слон · e5 чёрная пешка · a4 белый ферзь · a3 белая пешка · d3 белая пешка · e3 белый слон · f3 белый конь · g3 белая пешка · b2 белая пешка · c2 белая ладья · e2 белая пешка · f2 белая пешка · g2 белый слон · h2 белая пешка · c1 белая ладья · g1 белый король | a8 чёрная ладья · b8 чёрный конь · d8 чёрный ферзь · e8 чёрная ладья · f8 чёрный слон · g8 чёрный король · b7 чёрная пешка · c7 чёрная пешка · f7 чёрная пешка · g7 чёрная пешка · h7 чёрная пешка · a5 чёрная пешка · d5 чёрный слон · e5 чёрная пешка · a4 белый ферзь · a3 белая пешка · d3 белая пешка · e3 белый слон · f3 белый конь · g3 белая пешка · b2 белая пешка · c2 белая ладья · e2 белая пешка · f2 белая пешка · g2 белый слон · h2 белая пешка · c1 белая ладья · g1 белый король | a8 чёрная ладья · b8 чёрный конь · d8 чёрный ферзь · e8 чёрная ладья · f8 чёрный слон · g8 чёрный король · b7 чёрная пешка · c7 чёрная пешка · f7 чёрная пешка · g7 чёрная пешка · h7 чёрная пешка · a5 чёрная пешка · d5 чёрный слон · e5 чёрная пешка · a4 белый ферзь · a3 белая пешка · d3 белая пешка · e3 белый слон · f3 белый конь · g3 белая пешка · b2 белая пешка · c2 белая ладья · e2 белая пешка · f2 белая пешка · g2 белый слон · h2 белая пешка · c1 белая ладья · g1 белый король | a8 чёрная ладья · b8 чёрный конь · d8 чёрный ферзь · e8 чёрная ладья · f8 чёрный слон · g8 чёрный король · b7 чёрная пешка · c7 чёрная пешка · f7 чёрная пешка · g7 чёрная пешка · h7 чёрная пешка · a5 чёрная пешка · d5 чёрный слон · e5 чёрная пешка · a4 белый ферзь · a3 белая пешка · d3 белая пешка · e3 белый слон · f3 белый конь · g3 белая пешка · b2 белая пешка · c2 белая ладья · e2 белая пешка · f2 белая пешка · g2 белый слон · h2 белая пешка · c1 белая ладья · g1 белый король | 8 |
| 7 | a8 чёрная ладья · b8 чёрный конь · d8 чёрный ферзь · e8 чёрная ладья · f8 чёрный слон · g8 чёрный король · b7 чёрная пешка · c7 чёрная пешка · f7 чёрная пешка · g7 чёрная пешка · h7 чёрная пешка · a5 чёрная пешка · d5 чёрный слон · e5 чёрная пешка · a4 белый ферзь · a3 белая пешка · d3 белая пешка · e3 белый слон · f3 белый конь · g3 белая пешка · b2 белая пешка · c2 белая ладья · e2 белая пешка · f2 белая пешка · g2 белый слон · h2 белая пешка · c1 белая ладья · g1 белый король | a8 чёрная ладья · b8 чёрный конь · d8 чёрный ферзь · e8 чёрная ладья · f8 чёрный слон · g8 чёрный король · b7 чёрная пешка · c7 чёрная пешка · f7 чёрная пешка · g7 чёрная пешка · h7 чёрная пешка · a5 чёрная пешка · d5 чёрный слон · e5 чёрная пешка · a4 белый ферзь · a3 белая пешка · d3 белая пешка · e3 белый слон · f3 белый конь · g3 белая пешка · b2 белая пешка · c2 белая ладья · e2 белая пешка · f2 белая пешка · g2 белый слон · h2 белая пешка · c1 белая ладья · g1 белый король | a8 чёрная ладья · b8 чёрный конь · d8 чёрный ферзь · e8 чёрная ладья · f8 чёрный слон · g8 чёрный король · b7 чёрная пешка · c7 чёрная пешка · f7 чёрная пешка · g7 чёрная пешка · h7 чёрная пешка · a5 чёрная пешка · d5 чёрный слон · e5 чёрная пешка · a4 белый ферзь · a3 белая пешка · d3 белая пешка · e3 белый слон · f3 белый конь · g3 белая пешка · b2 белая пешка · c2 белая ладья · e2 белая пешка · f2 белая пешка · g2 белый слон · h2 белая пешка · c1 белая ладья · g1 белый король | a8 чёрная ладья · b8 чёрный конь · d8 чёрный ферзь · e8 чёрная ладья · f8 чёрный слон · g8 чёрный король · b7 чёрная пешка · c7 чёрная пешка · f7 чёрная пешка · g7 чёрная пешка · h7 чёрная пешка · a5 чёрная пешка · d5 чёрный слон · e5 чёрная пешка · a4 белый ферзь · a3 белая пешка · d3 белая пешка · e3 белый слон · f3 белый конь · g3 белая пешка · b2 белая пешка · c2 белая ладья · e2 белая пешка · f2 белая пешка · g2 белый слон · h2 белая пешка · c1 белая ладья · g1 белый король | a8 чёрная ладья · b8 чёрный конь · d8 чёрный ферзь · e8 чёрная ладья · f8 чёрный слон · g8 чёрный король · b7 чёрная пешка · c7 чёрная пешка · f7 чёрная пешка · g7 чёрная пешка · h7 чёрная пешка · a5 чёрная пешка · d5 чёрный слон · e5 чёрная пешка · a4 белый ферзь · a3 белая пешка · d3 белая пешка · e3 белый слон · f3 белый конь · g3 белая пешка · b2 белая пешка · c2 белая ладья · e2 белая пешка · f2 белая пешка · g2 белый слон · h2 белая пешка · c1 белая ладья · g1 белый король | a8 чёрная ладья · b8 чёрный конь · d8 чёрный ферзь · e8 чёрная ладья · f8 чёрный слон · g8 чёрный король · b7 чёрная пешка · c7 чёрная пешка · f7 чёрная пешка · g7 чёрная пешка · h7 чёрная пешка · a5 чёрная пешка · d5 чёрный слон · e5 чёрная пешка · a4 белый ферзь · a3 белая пешка · d3 белая пешка · e3 белый слон · f3 белый конь · g3 белая пешка · b2 белая пешка · c2 белая ладья · e2 белая пешка · f2 белая пешка · g2 белый слон · h2 белая пешка · c1 белая ладья · g1 белый король | a8 чёрная ладья · b8 чёрный конь · d8 чёрный ферзь · e8 чёрная ладья · f8 чёрный слон · g8 чёрный король · b7 чёрная пешка · c7 чёрная пешка · f7 чёрная пешка · g7 чёрная пешка · h7 чёрная пешка · a5 чёрная пешка · d5 чёрный слон · e5 чёрная пешка · a4 белый ферзь · a3 белая пешка · d3 белая пешка · e3 белый слон · f3 белый конь · g3 белая пешка · b2 белая пешка · c2 белая ладья · e2 белая пешка · f2 белая пешка · g2 белый слон · h2 белая пешка · c1 белая ладья · g1 белый король | a8 чёрная ладья · b8 чёрный конь · d8 чёрный ферзь · e8 чёрная ладья · f8 чёрный слон · g8 чёрный король · b7 чёрная пешка · c7 чёрная пешка · f7 чёрная пешка · g7 чёрная пешка · h7 чёрная пешка · a5 чёрная пешка · d5 чёрный слон · e5 чёрная пешка · a4 белый ферзь · a3 белая пешка · d3 белая пешка · e3 белый слон · f3 белый конь · g3 белая пешка · b2 белая пешка · c2 белая ладья · e2 белая пешка · f2 белая пешка · g2 белый слон · h2 белая пешка · c1 белая ладья · g1 белый король | 7 |
| 6 | a8 чёрная ладья · b8 чёрный конь · d8 чёрный ферзь · e8 чёрная ладья · f8 чёрный слон · g8 чёрный король · b7 чёрная пешка · c7 чёрная пешка · f7 чёрная пешка · g7 чёрная пешка · h7 чёрная пешка · a5 чёрная пешка · d5 чёрный слон · e5 чёрная пешка · a4 белый ферзь · a3 белая пешка · d3 белая пешка · e3 белый слон · f3 белый конь · g3 белая пешка · b2 белая пешка · c2 белая ладья · e2 белая пешка · f2 белая пешка · g2 белый слон · h2 белая пешка · c1 белая ладья · g1 белый король | a8 чёрная ладья · b8 чёрный конь · d8 чёрный ферзь · e8 чёрная ладья · f8 чёрный слон · g8 чёрный король · b7 чёрная пешка · c7 чёрная пешка · f7 чёрная пешка · g7 чёрная пешка · h7 чёрная пешка · a5 чёрная пешка · d5 чёрный слон · e5 чёрная пешка · a4 белый ферзь · a3 белая пешка · d3 белая пешка · e3 белый слон · f3 белый конь · g3 белая пешка · b2 белая пешка · c2 белая ладья · e2 белая пешка · f2 белая пешка · g2 белый слон · h2 белая пешка · c1 белая ладья · g1 белый король | a8 чёрная ладья · b8 чёрный конь · d8 чёрный ферзь · e8 чёрная ладья · f8 чёрный слон · g8 чёрный король · b7 чёрная пешка · c7 чёрная пешка · f7 чёрная пешка · g7 чёрная пешка · h7 чёрная пешка · a5 чёрная пешка · d5 чёрный слон · e5 чёрная пешка · a4 белый ферзь · a3 белая пешка · d3 белая пешка · e3 белый слон · f3 белый конь · g3 белая пешка · b2 белая пешка · c2 белая ладья · e2 белая пешка · f2 белая пешка · g2 белый слон · h2 белая пешка · c1 белая ладья · g1 белый король | a8 чёрная ладья · b8 чёрный конь · d8 чёрный ферзь · e8 чёрная ладья · f8 чёрный слон · g8 чёрный король · b7 чёрная пешка · c7 чёрная пешка · f7 чёрная пешка · g7 чёрная пешка · h7 чёрная пешка · a5 чёрная пешка · d5 чёрный слон · e5 чёрная пешка · a4 белый ферзь · a3 белая пешка · d3 белая пешка · e3 белый слон · f3 белый конь · g3 белая пешка · b2 белая пешка · c2 белая ладья · e2 белая пешка · f2 белая пешка · g2 белый слон · h2 белая пешка · c1 белая ладья · g1 белый король | a8 чёрная ладья · b8 чёрный конь · d8 чёрный ферзь · e8 чёрная ладья · f8 чёрный слон · g8 чёрный король · b7 чёрная пешка · c7 чёрная пешка · f7 чёрная пешка · g7 чёрная пешка · h7 чёрная пешка · a5 чёрная пешка · d5 чёрный слон · e5 чёрная пешка · a4 белый ферзь · a3 белая пешка · d3 белая пешка · e3 белый слон · f3 белый конь · g3 белая пешка · b2 белая пешка · c2 белая ладья · e2 белая пешка · f2 белая пешка · g2 белый слон · h2 белая пешка · c1 белая ладья · g1 белый король | a8 чёрная ладья · b8 чёрный конь · d8 чёрный ферзь · e8 чёрная ладья · f8 чёрный слон · g8 чёрный король · b7 чёрная пешка · c7 чёрная пешка · f7 чёрная пешка · g7 чёрная пешка · h7 чёрная пешка · a5 чёрная пешка · d5 чёрный слон · e5 чёрная пешка · a4 белый ферзь · a3 белая пешка · d3 белая пешка · e3 белый слон · f3 белый конь · g3 белая пешка · b2 белая пешка · c2 белая ладья · e2 белая пешка · f2 белая пешка · g2 белый слон · h2 белая пешка · c1 белая ладья · g1 белый король | a8 чёрная ладья · b8 чёрный конь · d8 чёрный ферзь · e8 чёрная ладья · f8 чёрный слон · g8 чёрный король · b7 чёрная пешка · c7 чёрная пешка · f7 чёрная пешка · g7 чёрная пешка · h7 чёрная пешка · a5 чёрная пешка · d5 чёрный слон · e5 чёрная пешка · a4 белый ферзь · a3 белая пешка · d3 белая пешка · e3 белый слон · f3 белый конь · g3 белая пешка · b2 белая пешка · c2 белая ладья · e2 белая пешка · f2 белая пешка · g2 белый слон · h2 белая пешка · c1 белая ладья · g1 белый король | a8 чёрная ладья · b8 чёрный конь · d8 чёрный ферзь · e8 чёрная ладья · f8 чёрный слон · g8 чёрный король · b7 чёрная пешка · c7 чёрная пешка · f7 чёрная пешка · g7 чёрная пешка · h7 чёрная пешка · a5 чёрная пешка · d5 чёрный слон · e5 чёрная пешка · a4 белый ферзь · a3 белая пешка · d3 белая пешка · e3 белый слон · f3 белый конь · g3 белая пешка · b2 белая пешка · c2 белая ладья · e2 белая пешка · f2 белая пешка · g2 белый слон · h2 белая пешка · c1 белая ладья · g1 белый король | 6 |
| 5 | a8 чёрная ладья · b8 чёрный конь · d8 чёрный ферзь · e8 чёрная ладья · f8 чёрный слон · g8 чёрный король · b7 чёрная пешка · c7 чёрная пешка · f7 чёрная пешка · g7 чёрная пешка · h7 чёрная пешка · a5 чёрная пешка · d5 чёрный слон · e5 чёрная пешка · a4 белый ферзь · a3 белая пешка · d3 белая пешка · e3 белый слон · f3 белый конь · g3 белая пешка · b2 белая пешка · c2 белая ладья · e2 белая пешка · f2 белая пешка · g2 белый слон · h2 белая пешка · c1 белая ладья · g1 белый король | a8 чёрная ладья · b8 чёрный конь · d8 чёрный ферзь · e8 чёрная ладья · f8 чёрный слон · g8 чёрный король · b7 чёрная пешка · c7 чёрная пешка · f7 чёрная пешка · g7 чёрная пешка · h7 чёрная пешка · a5 чёрная пешка · d5 чёрный слон · e5 чёрная пешка · a4 белый ферзь · a3 белая пешка · d3 белая пешка · e3 белый слон · f3 белый конь · g3 белая пешка · b2 белая пешка · c2 белая ладья · e2 белая пешка · f2 белая пешка · g2 белый слон · h2 белая пешка · c1 белая ладья · g1 белый король | a8 чёрная ладья · b8 чёрный конь · d8 чёрный ферзь · e8 чёрная ладья · f8 чёрный слон · g8 чёрный король · b7 чёрная пешка · c7 чёрная пешка · f7 чёрная пешка · g7 чёрная пешка · h7 чёрная пешка · a5 чёрная пешка · d5 чёрный слон · e5 чёрная пешка · a4 белый ферзь · a3 белая пешка · d3 белая пешка · e3 белый слон · f3 белый конь · g3 белая пешка · b2 белая пешка · c2 белая ладья · e2 белая пешка · f2 белая пешка · g2 белый слон · h2 белая пешка · c1 белая ладья · g1 белый король | a8 чёрная ладья · b8 чёрный конь · d8 чёрный ферзь · e8 чёрная ладья · f8 чёрный слон · g8 чёрный король · b7 чёрная пешка · c7 чёрная пешка · f7 чёрная пешка · g7 чёрная пешка · h7 чёрная пешка · a5 чёрная пешка · d5 чёрный слон · e5 чёрная пешка · a4 белый ферзь · a3 белая пешка · d3 белая пешка · e3 белый слон · f3 белый конь · g3 белая пешка · b2 белая пешка · c2 белая ладья · e2 белая пешка · f2 белая пешка · g2 белый слон · h2 белая пешка · c1 белая ладья · g1 белый король | a8 чёрная ладья · b8 чёрный конь · d8 чёрный ферзь · e8 чёрная ладья · f8 чёрный слон · g8 чёрный король · b7 чёрная пешка · c7 чёрная пешка · f7 чёрная пешка · g7 чёрная пешка · h7 чёрная пешка · a5 чёрная пешка · d5 чёрный слон · e5 чёрная пешка · a4 белый ферзь · a3 белая пешка · d3 белая пешка · e3 белый слон · f3 белый конь · g3 белая пешка · b2 белая пешка · c2 белая ладья · e2 белая пешка · f2 белая пешка · g2 белый слон · h2 белая пешка · c1 белая ладья · g1 белый король | a8 чёрная ладья · b8 чёрный конь · d8 чёрный ферзь · e8 чёрная ладья · f8 чёрный слон · g8 чёрный король · b7 чёрная пешка · c7 чёрная пешка · f7 чёрная пешка · g7 чёрная пешка · h7 чёрная пешка · a5 чёрная пешка · d5 чёрный слон · e5 чёрная пешка · a4 белый ферзь · a3 белая пешка · d3 белая пешка · e3 белый слон · f3 белый конь · g3 белая пешка · b2 белая пешка · c2 белая ладья · e2 белая пешка · f2 белая пешка · g2 белый слон · h2 белая пешка · c1 белая ладья · g1 белый король | a8 чёрная ладья · b8 чёрный конь · d8 чёрный ферзь · e8 чёрная ладья · f8 чёрный слон · g8 чёрный король · b7 чёрная пешка · c7 чёрная пешка · f7 чёрная пешка · g7 чёрная пешка · h7 чёрная пешка · a5 чёрная пешка · d5 чёрный слон · e5 чёрная пешка · a4 белый ферзь · a3 белая пешка · d3 белая пешка · e3 белый слон · f3 белый конь · g3 белая пешка · b2 белая пешка · c2 белая ладья · e2 белая пешка · f2 белая пешка · g2 белый слон · h2 белая пешка · c1 белая ладья · g1 белый король | a8 чёрная ладья · b8 чёрный конь · d8 чёрный ферзь · e8 чёрная ладья · f8 чёрный слон · g8 чёрный король · b7 чёрная пешка · c7 чёрная пешка · f7 чёрная пешка · g7 чёрная пешка · h7 чёрная пешка · a5 чёрная пешка · d5 чёрный слон · e5 чёрная пешка · a4 белый ферзь · a3 белая пешка · d3 белая пешка · e3 белый слон · f3 белый конь · g3 белая пешка · b2 белая пешка · c2 белая ладья · e2 белая пешка · f2 белая пешка · g2 белый слон · h2 белая пешка · c1 белая ладья · g1 белый король | 5 |
| 4 | a8 чёрная ладья · b8 чёрный конь · d8 чёрный ферзь · e8 чёрная ладья · f8 чёрный слон · g8 чёрный король · b7 чёрная пешка · c7 чёрная пешка · f7 чёрная пешка · g7 чёрная пешка · h7 чёрная пешка · a5 чёрная пешка · d5 чёрный слон · e5 чёрная пешка · a4 белый ферзь · a3 белая пешка · d3 белая пешка · e3 белый слон · f3 белый конь · g3 белая пешка · b2 белая пешка · c2 белая ладья · e2 белая пешка · f2 белая пешка · g2 белый слон · h2 белая пешка · c1 белая ладья · g1 белый король | a8 чёрная ладья · b8 чёрный конь · d8 чёрный ферзь · e8 чёрная ладья · f8 чёрный слон · g8 чёрный король · b7 чёрная пешка · c7 чёрная пешка · f7 чёрная пешка · g7 чёрная пешка · h7 чёрная пешка · a5 чёрная пешка · d5 чёрный слон · e5 чёрная пешка · a4 белый ферзь · a3 белая пешка · d3 белая пешка · e3 белый слон · f3 белый конь · g3 белая пешка · b2 белая пешка · c2 белая ладья · e2 белая пешка · f2 белая пешка · g2 белый слон · h2 белая пешка · c1 белая ладья · g1 белый король | a8 чёрная ладья · b8 чёрный конь · d8 чёрный ферзь · e8 чёрная ладья · f8 чёрный слон · g8 чёрный король · b7 чёрная пешка · c7 чёрная пешка · f7 чёрная пешка · g7 чёрная пешка · h7 чёрная пешка · a5 чёрная пешка · d5 чёрный слон · e5 чёрная пешка · a4 белый ферзь · a3 белая пешка · d3 белая пешка · e3 белый слон · f3 белый конь · g3 белая пешка · b2 белая пешка · c2 белая ладья · e2 белая пешка · f2 белая пешка · g2 белый слон · h2 белая пешка · c1 белая ладья · g1 белый король | a8 чёрная ладья · b8 чёрный конь · d8 чёрный ферзь · e8 чёрная ладья · f8 чёрный слон · g8 чёрный король · b7 чёрная пешка · c7 чёрная пешка · f7 чёрная пешка · g7 чёрная пешка · h7 чёрная пешка · a5 чёрная пешка · d5 чёрный слон · e5 чёрная пешка · a4 белый ферзь · a3 белая пешка · d3 белая пешка · e3 белый слон · f3 белый конь · g3 белая пешка · b2 белая пешка · c2 белая ладья · e2 белая пешка · f2 белая пешка · g2 белый слон · h2 белая пешка · c1 белая ладья · g1 белый король | a8 чёрная ладья · b8 чёрный конь · d8 чёрный ферзь · e8 чёрная ладья · f8 чёрный слон · g8 чёрный король · b7 чёрная пешка · c7 чёрная пешка · f7 чёрная пешка · g7 чёрная пешка · h7 чёрная пешка · a5 чёрная пешка · d5 чёрный слон · e5 чёрная пешка · a4 белый ферзь · a3 белая пешка · d3 белая пешка · e3 белый слон · f3 белый конь · g3 белая пешка · b2 белая пешка · c2 белая ладья · e2 белая пешка · f2 белая пешка · g2 белый слон · h2 белая пешка · c1 белая ладья · g1 белый король | a8 чёрная ладья · b8 чёрный конь · d8 чёрный ферзь · e8 чёрная ладья · f8 чёрный слон · g8 чёрный король · b7 чёрная пешка · c7 чёрная пешка · f7 чёрная пешка · g7 чёрная пешка · h7 чёрная пешка · a5 чёрная пешка · d5 чёрный слон · e5 чёрная пешка · a4 белый ферзь · a3 белая пешка · d3 белая пешка · e3 белый слон · f3 белый конь · g3 белая пешка · b2 белая пешка · c2 белая ладья · e2 белая пешка · f2 белая пешка · g2 белый слон · h2 белая пешка · c1 белая ладья · g1 белый король | a8 чёрная ладья · b8 чёрный конь · d8 чёрный ферзь · e8 чёрная ладья · f8 чёрный слон · g8 чёрный король · b7 чёрная пешка · c7 чёрная пешка · f7 чёрная пешка · g7 чёрная пешка · h7 чёрная пешка · a5 чёрная пешка · d5 чёрный слон · e5 чёрная пешка · a4 белый ферзь · a3 белая пешка · d3 белая пешка · e3 белый слон · f3 белый конь · g3 белая пешка · b2 белая пешка · c2 белая ладья · e2 белая пешка · f2 белая пешка · g2 белый слон · h2 белая пешка · c1 белая ладья · g1 белый король | a8 чёрная ладья · b8 чёрный конь · d8 чёрный ферзь · e8 чёрная ладья · f8 чёрный слон · g8 чёрный король · b7 чёрная пешка · c7 чёрная пешка · f7 чёрная пешка · g7 чёрная пешка · h7 чёрная пешка · a5 чёрная пешка · d5 чёрный слон · e5 чёрная пешка · a4 белый ферзь · a3 белая пешка · d3 белая пешка · e3 белый слон · f3 белый конь · g3 белая пешка · b2 белая пешка · c2 белая ладья · e2 белая пешка · f2 белая пешка · g2 белый слон · h2 белая пешка · c1 белая ладья · g1 белый король | 4 |
| 3 | a8 чёрная ладья · b8 чёрный конь · d8 чёрный ферзь · e8 чёрная ладья · f8 чёрный слон · g8 чёрный король · b7 чёрная пешка · c7 чёрная пешка · f7 чёрная пешка · g7 чёрная пешка · h7 чёрная пешка · a5 чёрная пешка · d5 чёрный слон · e5 чёрная пешка · a4 белый ферзь · a3 белая пешка · d3 белая пешка · e3 белый слон · f3 белый конь · g3 белая пешка · b2 белая пешка · c2 белая ладья · e2 белая пешка · f2 белая пешка · g2 белый слон · h2 белая пешка · c1 белая ладья · g1 белый король | a8 чёрная ладья · b8 чёрный конь · d8 чёрный ферзь · e8 чёрная ладья · f8 чёрный слон · g8 чёрный король · b7 чёрная пешка · c7 чёрная пешка · f7 чёрная пешка · g7 чёрная пешка · h7 чёрная пешка · a5 чёрная пешка · d5 чёрный слон · e5 чёрная пешка · a4 белый ферзь · a3 белая пешка · d3 белая пешка · e3 белый слон · f3 белый конь · g3 белая пешка · b2 белая пешка · c2 белая ладья · e2 белая пешка · f2 белая пешка · g2 белый слон · h2 белая пешка · c1 белая ладья · g1 белый король | a8 чёрная ладья · b8 чёрный конь · d8 чёрный ферзь · e8 чёрная ладья · f8 чёрный слон · g8 чёрный король · b7 чёрная пешка · c7 чёрная пешка · f7 чёрная пешка · g7 чёрная пешка · h7 чёрная пешка · a5 чёрная пешка · d5 чёрный слон · e5 чёрная пешка · a4 белый ферзь · a3 белая пешка · d3 белая пешка · e3 белый слон · f3 белый конь · g3 белая пешка · b2 белая пешка · c2 белая ладья · e2 белая пешка · f2 белая пешка · g2 белый слон · h2 белая пешка · c1 белая ладья · g1 белый король | a8 чёрная ладья · b8 чёрный конь · d8 чёрный ферзь · e8 чёрная ладья · f8 чёрный слон · g8 чёрный король · b7 чёрная пешка · c7 чёрная пешка · f7 чёрная пешка · g7 чёрная пешка · h7 чёрная пешка · a5 чёрная пешка · d5 чёрный слон · e5 чёрная пешка · a4 белый ферзь · a3 белая пешка · d3 белая пешка · e3 белый слон · f3 белый конь · g3 белая пешка · b2 белая пешка · c2 белая ладья · e2 белая пешка · f2 белая пешка · g2 белый слон · h2 белая пешка · c1 белая ладья · g1 белый король | a8 чёрная ладья · b8 чёрный конь · d8 чёрный ферзь · e8 чёрная ладья · f8 чёрный слон · g8 чёрный король · b7 чёрная пешка · c7 чёрная пешка · f7 чёрная пешка · g7 чёрная пешка · h7 чёрная пешка · a5 чёрная пешка · d5 чёрный слон · e5 чёрная пешка · a4 белый ферзь · a3 белая пешка · d3 белая пешка · e3 белый слон · f3 белый конь · g3 белая пешка · b2 белая пешка · c2 белая ладья · e2 белая пешка · f2 белая пешка · g2 белый слон · h2 белая пешка · c1 белая ладья · g1 белый король | a8 чёрная ладья · b8 чёрный конь · d8 чёрный ферзь · e8 чёрная ладья · f8 чёрный слон · g8 чёрный король · b7 чёрная пешка · c7 чёрная пешка · f7 чёрная пешка · g7 чёрная пешка · h7 чёрная пешка · a5 чёрная пешка · d5 чёрный слон · e5 чёрная пешка · a4 белый ферзь · a3 белая пешка · d3 белая пешка · e3 белый слон · f3 белый конь · g3 белая пешка · b2 белая пешка · c2 белая ладья · e2 белая пешка · f2 белая пешка · g2 белый слон · h2 белая пешка · c1 белая ладья · g1 белый король | a8 чёрная ладья · b8 чёрный конь · d8 чёрный ферзь · e8 чёрная ладья · f8 чёрный слон · g8 чёрный король · b7 чёрная пешка · c7 чёрная пешка · f7 чёрная пешка · g7 чёрная пешка · h7 чёрная пешка · a5 чёрная пешка · d5 чёрный слон · e5 чёрная пешка · a4 белый ферзь · a3 белая пешка · d3 белая пешка · e3 белый слон · f3 белый конь · g3 белая пешка · b2 белая пешка · c2 белая ладья · e2 белая пешка · f2 белая пешка · g2 белый слон · h2 белая пешка · c1 белая ладья · g1 белый король | a8 чёрная ладья · b8 чёрный конь · d8 чёрный ферзь · e8 чёрная ладья · f8 чёрный слон · g8 чёрный король · b7 чёрная пешка · c7 чёрная пешка · f7 чёрная пешка · g7 чёрная пешка · h7 чёрная пешка · a5 чёрная пешка · d5 чёрный слон · e5 чёрная пешка · a4 белый ферзь · a3 белая пешка · d3 белая пешка · e3 белый слон · f3 белый конь · g3 белая пешка · b2 белая пешка · c2 белая ладья · e2 белая пешка · f2 белая пешка · g2 белый слон · h2 белая пешка · c1 белая ладья · g1 белый король | 3 |
| 2 | a8 чёрная ладья · b8 чёрный конь · d8 чёрный ферзь · e8 чёрная ладья · f8 чёрный слон · g8 чёрный король · b7 чёрная пешка · c7 чёрная пешка · f7 чёрная пешка · g7 чёрная пешка · h7 чёрная пешка · a5 чёрная пешка · d5 чёрный слон · e5 чёрная пешка · a4 белый ферзь · a3 белая пешка · d3 белая пешка · e3 белый слон · f3 белый конь · g3 белая пешка · b2 белая пешка · c2 белая ладья · e2 белая пешка · f2 белая пешка · g2 белый слон · h2 белая пешка · c1 белая ладья · g1 белый король | a8 чёрная ладья · b8 чёрный конь · d8 чёрный ферзь · e8 чёрная ладья · f8 чёрный слон · g8 чёрный король · b7 чёрная пешка · c7 чёрная пешка · f7 чёрная пешка · g7 чёрная пешка · h7 чёрная пешка · a5 чёрная пешка · d5 чёрный слон · e5 чёрная пешка · a4 белый ферзь · a3 белая пешка · d3 белая пешка · e3 белый слон · f3 белый конь · g3 белая пешка · b2 белая пешка · c2 белая ладья · e2 белая пешка · f2 белая пешка · g2 белый слон · h2 белая пешка · c1 белая ладья · g1 белый король | a8 чёрная ладья · b8 чёрный конь · d8 чёрный ферзь · e8 чёрная ладья · f8 чёрный слон · g8 чёрный король · b7 чёрная пешка · c7 чёрная пешка · f7 чёрная пешка · g7 чёрная пешка · h7 чёрная пешка · a5 чёрная пешка · d5 чёрный слон · e5 чёрная пешка · a4 белый ферзь · a3 белая пешка · d3 белая пешка · e3 белый слон · f3 белый конь · g3 белая пешка · b2 белая пешка · c2 белая ладья · e2 белая пешка · f2 белая пешка · g2 белый слон · h2 белая пешка · c1 белая ладья · g1 белый король | a8 чёрная ладья · b8 чёрный конь · d8 чёрный ферзь · e8 чёрная ладья · f8 чёрный слон · g8 чёрный король · b7 чёрная пешка · c7 чёрная пешка · f7 чёрная пешка · g7 чёрная пешка · h7 чёрная пешка · a5 чёрная пешка · d5 чёрный слон · e5 чёрная пешка · a4 белый ферзь · a3 белая пешка · d3 белая пешка · e3 белый слон · f3 белый конь · g3 белая пешка · b2 белая пешка · c2 белая ладья · e2 белая пешка · f2 белая пешка · g2 белый слон · h2 белая пешка · c1 белая ладья · g1 белый король | a8 чёрная ладья · b8 чёрный конь · d8 чёрный ферзь · e8 чёрная ладья · f8 чёрный слон · g8 чёрный король · b7 чёрная пешка · c7 чёрная пешка · f7 чёрная пешка · g7 чёрная пешка · h7 чёрная пешка · a5 чёрная пешка · d5 чёрный слон · e5 чёрная пешка · a4 белый ферзь · a3 белая пешка · d3 белая пешка · e3 белый слон · f3 белый конь · g3 белая пешка · b2 белая пешка · c2 белая ладья · e2 белая пешка · f2 белая пешка · g2 белый слон · h2 белая пешка · c1 белая ладья · g1 белый король | a8 чёрная ладья · b8 чёрный конь · d8 чёрный ферзь · e8 чёрная ладья · f8 чёрный слон · g8 чёрный король · b7 чёрная пешка · c7 чёрная пешка · f7 чёрная пешка · g7 чёрная пешка · h7 чёрная пешка · a5 чёрная пешка · d5 чёрный слон · e5 чёрная пешка · a4 белый ферзь · a3 белая пешка · d3 белая пешка · e3 белый слон · f3 белый конь · g3 белая пешка · b2 белая пешка · c2 белая ладья · e2 белая пешка · f2 белая пешка · g2 белый слон · h2 белая пешка · c1 белая ладья · g1 белый король | a8 чёрная ладья · b8 чёрный конь · d8 чёрный ферзь · e8 чёрная ладья · f8 чёрный слон · g8 чёрный король · b7 чёрная пешка · c7 чёрная пешка · f7 чёрная пешка · g7 чёрная пешка · h7 чёрная пешка · a5 чёрная пешка · d5 чёрный слон · e5 чёрная пешка · a4 белый ферзь · a3 белая пешка · d3 белая пешка · e3 белый слон · f3 белый конь · g3 белая пешка · b2 белая пешка · c2 белая ладья · e2 белая пешка · f2 белая пешка · g2 белый слон · h2 белая пешка · c1 белая ладья · g1 белый король | a8 чёрная ладья · b8 чёрный конь · d8 чёрный ферзь · e8 чёрная ладья · f8 чёрный слон · g8 чёрный король · b7 чёрная пешка · c7 чёрная пешка · f7 чёрная пешка · g7 чёрная пешка · h7 чёрная пешка · a5 чёрная пешка · d5 чёрный слон · e5 чёрная пешка · a4 белый ферзь · a3 белая пешка · d3 белая пешка · e3 белый слон · f3 белый конь · g3 белая пешка · b2 белая пешка · c2 белая ладья · e2 белая пешка · f2 белая пешка · g2 белый слон · h2 белая пешка · c1 белая ладья · g1 белый король | 2 |
| 1 | a8 чёрная ладья · b8 чёрный конь · d8 чёрный ферзь · e8 чёрная ладья · f8 чёрный слон · g8 чёрный король · b7 чёрная пешка · c7 чёрная пешка · f7 чёрная пешка · g7 чёрная пешка · h7 чёрная пешка · a5 чёрная пешка · d5 чёрный слон · e5 чёрная пешка · a4 белый ферзь · a3 белая пешка · d3 белая пешка · e3 белый слон · f3 белый конь · g3 белая пешка · b2 белая пешка · c2 белая ладья · e2 белая пешка · f2 белая пешка · g2 белый слон · h2 белая пешка · c1 белая ладья · g1 белый король | a8 чёрная ладья · b8 чёрный конь · d8 чёрный ферзь · e8 чёрная ладья · f8 чёрный слон · g8 чёрный король · b7 чёрная пешка · c7 чёрная пешка · f7 чёрная пешка · g7 чёрная пешка · h7 чёрная пешка · a5 чёрная пешка · d5 чёрный слон · e5 чёрная пешка · a4 белый ферзь · a3 белая пешка · d3 белая пешка · e3 белый слон · f3 белый конь · g3 белая пешка · b2 белая пешка · c2 белая ладья · e2 белая пешка · f2 белая пешка · g2 белый слон · h2 белая пешка · c1 белая ладья · g1 белый король | a8 чёрная ладья · b8 чёрный конь · d8 чёрный ферзь · e8 чёрная ладья · f8 чёрный слон · g8 чёрный король · b7 чёрная пешка · c7 чёрная пешка · f7 чёрная пешка · g7 чёрная пешка · h7 чёрная пешка · a5 чёрная пешка · d5 чёрный слон · e5 чёрная пешка · a4 белый ферзь · a3 белая пешка · d3 белая пешка · e3 белый слон · f3 белый конь · g3 белая пешка · b2 белая пешка · c2 белая ладья · e2 белая пешка · f2 белая пешка · g2 белый слон · h2 белая пешка · c1 белая ладья · g1 белый король | a8 чёрная ладья · b8 чёрный конь · d8 чёрный ферзь · e8 чёрная ладья · f8 чёрный слон · g8 чёрный король · b7 чёрная пешка · c7 чёрная пешка · f7 чёрная пешка · g7 чёрная пешка · h7 чёрная пешка · a5 чёрная пешка · d5 чёрный слон · e5 чёрная пешка · a4 белый ферзь · a3 белая пешка · d3 белая пешка · e3 белый слон · f3 белый конь · g3 белая пешка · b2 белая пешка · c2 белая ладья · e2 белая пешка · f2 белая пешка · g2 белый слон · h2 белая пешка · c1 белая ладья · g1 белый король | a8 чёрная ладья · b8 чёрный конь · d8 чёрный ферзь · e8 чёрная ладья · f8 чёрный слон · g8 чёрный король · b7 чёрная пешка · c7 чёрная пешка · f7 чёрная пешка · g7 чёрная пешка · h7 чёрная пешка · a5 чёрная пешка · d5 чёрный слон · e5 чёрная пешка · a4 белый ферзь · a3 белая пешка · d3 белая пешка · e3 белый слон · f3 белый конь · g3 белая пешка · b2 белая пешка · c2 белая ладья · e2 белая пешка · f2 белая пешка · g2 белый слон · h2 белая пешка · c1 белая ладья · g1 белый король | a8 чёрная ладья · b8 чёрный конь · d8 чёрный ферзь · e8 чёрная ладья · f8 чёрный слон · g8 чёрный король · b7 чёрная пешка · c7 чёрная пешка · f7 чёрная пешка · g7 чёрная пешка · h7 чёрная пешка · a5 чёрная пешка · d5 чёрный слон · e5 чёрная пешка · a4 белый ферзь · a3 белая пешка · d3 белая пешка · e3 белый слон · f3 белый конь · g3 белая пешка · b2 белая пешка · c2 белая ладья · e2 белая пешка · f2 белая пешка · g2 белый слон · h2 белая пешка · c1 белая ладья · g1 белый король | a8 чёрная ладья · b8 чёрный конь · d8 чёрный ферзь · e8 чёрная ладья · f8 чёрный слон · g8 чёрный король · b7 чёрная пешка · c7 чёрная пешка · f7 чёрная пешка · g7 чёрная пешка · h7 чёрная пешка · a5 чёрная пешка · d5 чёрный слон · e5 чёрная пешка · a4 белый ферзь · a3 белая пешка · d3 белая пешка · e3 белый слон · f3 белый конь · g3 белая пешка · b2 белая пешка · c2 белая ладья · e2 белая пешка · f2 белая пешка · g2 белый слон · h2 белая пешка · c1 белая ладья · g1 белый король | a8 чёрная ладья · b8 чёрный конь · d8 чёрный ферзь · e8 чёрная ладья · f8 чёрный слон · g8 чёрный король · b7 чёрная пешка · c7 чёрная пешка · f7 чёрная пешка · g7 чёрная пешка · h7 чёрная пешка · a5 чёрная пешка · d5 чёрный слон · e5 чёрная пешка · a4 белый ферзь · a3 белая пешка · d3 белая пешка · e3 белый слон · f3 белый конь · g3 белая пешка · b2 белая пешка · c2 белая ладья · e2 белая пешка · f2 белая пешка · g2 белый слон · h2 белая пешка · c1 белая ладья · g1 белый король | 1 |
|   | a | b | c | d | e | f | g | h |   |

В партии 1968 года Ботвинник — Портиш белые подготовили вторжение по линии с.
16. Л:с7! Сс6
17. Л1:с6
Приходится совершить позиционную жертву качества, чтобы ладья осталась на 7-й горизонтали.
17... bc
18. Л:f7 h6
Чёрный король не может взять ладью: 18... Кр:f7 19. Фс4+ Kpg6 20. Фg4+ Kpf7 Kg5+ с неизбежными крупными материальными потерями со стороны чёрных.
19. Лb7
Вторжение ладьи белых нарушило взаимодействие фигур чёрных и раскрыло короля. Далее в партии последовало:
19... Фс8
20. Фс4+ Крh8
На 20... Фе6 21. К:е5
21. Кh4 Ф:b7
22. Kg6+ Kph7
23. Ce4 Cd6
24. K:e5+ g6
25. C:g6+ Kpg7
26. C:h6+
1 — 0